# Paragonista fastigiata
Paragonista fastigiata är en insektsart som beskrevs av Bi, D. 1990. Paragonista fastigiata ingår i släktet Paragonista och familjen gräshoppor. Inga underarter finns listade i Catalogue of Life.